# Lycodes caudimaculatus
Lycodes caudimaculatus es una especie de pez de la familia de los Zoarcidae en el orden de los perciformes.

## Morfología
- Los machos pueden llegar a alcanzar los 22,2 cm de longitud total.[1][2]

## Depredadores
Es depredado por Synagrops japonicus.

## Hábitat
Es un pez de mar, de clima templado y demersal que vive entre 146-293 m de profundidad.

## Distribución geográfica
Se encuentra en el Japón.

## Observaciones
Es inofensivo para los humanos. 